# Groupe Islamique Armé
Groupe Islamique Armé (abgekürzt GIA; arabisch الجماعة الإسلامية المسلّحة, DMG al-Ǧamāʿa al-Islāmiyya al-Musallaḥa) ist eine insbesondere in den 1990er-Jahren in der französischsprachigen Öffentlichkeit verwendete Bezeichnung, unter der islamistische Gruppierungen zusammengefasst wurden, die im Rahmen des algerischen Bürgerkriegs Gewalt- und Gräueltaten verübten. Die GIA war von 1993 bis 2005 in Algerien und seit Ende 1994 auch in Frankreich aktiv. Unter anderem im Zuge dessen legten westliche Nachrichtendienste ein europäisches Netz aus Zellen radikaler Islamisten frei.
Zu ersten Unruhen in Algerien kam es im Januar 1992, nachdem die dortige Militärjunta, um die ersten freien algerischen Parlamentswahlen annullieren zu können, das Kriegsrecht verhängt hatte. Damit sollte die als sicher geltende Machterlangung der Islamischen Heilsfront verhindert werden. Im April 1992 kam der algerische Präsident Muhammad Boudiaf bei einem islamistisch motivierten Attentat ums Leben. Im weiteren Verlauf entstand aus den Unruhen ein mehrfrontiger Bürgerkrieg.

## Organisationsform und Verortung
Die GIA galt als theozentristische, transnational operierende Gruppierung, die sich aus zahlreichen Untergruppen zusammensetzte. Sie standen in loser Verbindung zueinander, wurden aber mittels gemeinsamer Ideologie bzw. Doktrin zusammengehalten. Innerhalb der Untergruppen entwickelten sich dennoch Einzelinteressen, in deren Folge interne Konflikte entstanden. Die erklärten Gegner der GIA waren die algerische Militärjunta samt deren Zielen, Regierungskollaborateure und Regierungssympathisanten, darüber hinaus weltoffene Akademiker und Künstler, ferner Angehörige der Berberstämme sowie ausländische Regime, die den jeweiligen algerischen Präsidenten stützten. Ihre Gefolgschaft rekrutierte die GIA in städtischen Ballungszentren Algeriens. Zudem warb sie in Paris jugendliche Migranten mit nordafrikanischen Wurzeln an. Rekruten aus Paris wurden nach Afghanistan und Pakistan gesandt, um sie in den dortigen Militärlagern zu Mudschaheddinen auszubilden. Teilweise erfolgten Geldzahlungen, teilweise wurden die Rekruten erpresst. In den Jahren um 1994 bis 1999 belief sich die absolute Gruppenstärke der GIA auf etwa 700 bis 2.500 Mann. Die Anzahl der Helfer und Helfershelfer wurde auf 5.000 bis 6.000 Personen geschätzt. Richard Chasdi zweifelte diese Zahlen jedoch an.
Mutmaßliche Unterwanderung durch algerischen Geheimdienst
Laut Zeugen aus den Geheimdiensten war die Führungsspitze der GIA von Agenten der algerischen Geheimdienste unterwandert, und die Geheimdienste hätten selbst neue terroristische Gruppen gebildet, die dann „völlig außer Kontrolle geraten“ seien. Zeugen zufolge habe die Regierung offiziell Krieg gegen islamistische Terrorgruppen, die Terroranschläge gegen Soldaten und Zivilisten begingen, geführt. An zahlreichen Massakern an der Zivilbevölkerung sollen in einer Form von Staatsterrorismus allerdings Militärangehörige zumindest beteiligt gewesen sein.

## Wirtschaft Algeriens und ideelle Hintergründe
Die Rentenökonomie Algeriens wurde hauptsächlich von Erdgas- und Ölexporten getragen. Eigentlich wegen jahrzehntelanger Miss- und Vetternwirtschaft, schlussendlich aber im Schatten der Wirtschaftskrise Ende der 1980er hatten insbesondere weite Teile der jugendlichen algerischen Bevölkerung unter den Folgen der schon länger währenden Massenarbeitslosigkeit zu leiden. Gefallene Ölausfuhrpreise und gestiegene Lebensmitteleinfuhrpreise bedingten landesweite Verelendung. Dies schuf eine Atmosphäre der Ausweglosigkeit:

„In der […] Not erfreuten sich islamische Einrichtungen wachsenden Zulaufs. Sie übernahmen anstelle der maroden staatlichen Dienste öffentliche Aufgaben in Bereichen wie Erziehung und Gesundheitsversorgung.“

Die Islamisten vertraten die Auffassung, der Laizismus samt dessen Pluralität und Permissivität führe zum Sittenverfall und begünstige öffentliche Unordnung. Allein auf Grundlage religiöser Ordnung sei erneute öffentliche Ordnung herzustellen. So stießen zwei Existenzphilosophien aufeinander, deren Gegensätzlichkeit die algerische Kulturidentität zu untergraben drohte und zu militantem Fanatismus und Obskurantismus führte. Historisch bedingte antikolonialistische Ressentiments, die sich gegen Frankreich und die französische Sprache richteten, und der kulturelle Einfluss der Berberstämme leisteten den Konflikten in Algerien weiter Vorschub. Nationalistisches wie rassistisches Denken setzten weitere Zerstörungskräfte frei.
Mit Eingriff des IWF und mit Beistand europäischer Länder erholte sich die algerische Wirtschaft erst seit 1995 allmählich.

## Nachzeichnung der Ereignisse mit GIA-Bezug
Die Groupe Islamique Armé verübte am 26. Mai 1993 ein Attentat auf den kritischen Schriftsteller Tahar Djaout, dem er eine Woche später erlag, im Alter von 39 Jahren. Im Verlauf des algerischen Bürgerkriegs kam es 1993 auch in einzelnen Vierteln französischer Großstädte zu Unruhen. Ferner griffen GIA-Mitglieder Anfang August 1994 eine Wohnanlage in Algerien an, in der französische Gendarme und Konsularangestellte untergebracht waren. Binnen weniger Tage führte die Gendarmerie daraufhin zehntausende Ausweiskontrollen und Razzien in französischen Ballungszentren durch. Im Zuge der Ermittlungen wurden 19 Verdächtige festgenommen und kurz darauf nach Burkina-Faso ausgewiesen. Der teils rigorose Durchgreifen der Behörden war unter französischen Parlamentariern umstritten, es stellte sich die Frage nach der Rechtsstaatlichkeit.
Mitte Dezember 1994 kaperten GIA-Mitglieder auf dem Flughafen Algier eine Maschine der Air France des Fluges 8969. Bei den Passagieren handelte es sich – neben französischen – mehrheitlich um algerische Staatsbürger auf der Reise nach Paris. Sonderkommandos hinderten die Entführer auf Weisung des algerischen Krisenstabs etliche Stunden am Abflug. Auf Drängen der französischen Regierung erteilte die algerische Regierung den Entführern schließlich doch Starterlaubnis. Da sich das Stromaggregat der Maschine schon auf algerischem Boden in mehrstündigem Betrieb befunden und erhebliche Mengen Kerosin verbraucht hatte, mussten die Piloten zur Betankung in Marseille zwischenlanden. Während der Verhandlungen mit den Entführern entschied der französische Krisenstab, dass ein erneutes Abheben der Maschine verhindert werden sollte. Schließlich überwältigte ein Trupp der GIGN die Entführer. Das Ereignis führte in Algerien zu Vergeltungsaktionen auf Seiten radikaler Islamisten.
Bei der Gemeinschaft Sant’Egidio in Rom fand Anfang 1995 ein Friedensgipfel zwischen algerischen politischen Parteien und verschiedenen Interessenverbänden statt. Weder Abgesandte der algerischen Regierung noch solche der GIA waren im Verhandlungskreis vertreten. Dennoch stand das Angebot im Raum, dass die GIA künftig von Gräueltaten absehe, sofern ihr die algerische Regierung ein politisches Forum gewähre.
Unter den Mitgliedern der beim Gipfel vertretenen Islamischen Heilsfront befanden sich einige ursprüngliche GIA-Angehörige; im Laufe der Jahre waren weitere Islamisten von der Heilsfront zur GIA übergelaufen. Jene Überläufer waren arabische Afghanen, die bereits in den 1980ern Sowjettruppen in Afghanistan bekämpft und das prosowjetische Regime Najibullahs in Kabul erfolgreich gestürzt hatten. Wiederholt gelang es dem algerischen Geheimdienst, die GIA zu unterwandern und arabische Afghanen gezielt zur Strecke zu bringen. Die Überläufer waren scheinbar „kurzsichtig“ oder „politisch naiv“, so Richard Chasdi.
Am 12. Juni 1995 wurde der Prediger Abdelbaki Sahraoui, einstiger Mitgründer der Heilsfront, Opfer eines Attentats in Paris. In der Stadt ereigneten sich in der Folge eine Reihe von Anschlägen, die der GIA zugeschrieben wurden.
- Beim Anschlag im Pariser Bahnhof Saint-Michel - Notre-Dame am 25. Juli 1995 starben acht Menschen, mehr als 150 wurden zum Teil schwer verletzt.
- Rund 20 Menschen wurden am 17. August 1995 durch eine Detonation nahe dem Triumphbogen verletzt.
- Am 3. September ereignete sich eine weitere Detonation, diesmal auf einem Markt im 11. Arrondissement. 4 Menschen wurden verletzt.
- Am 6. Oktober barst in der der Nähe der Métrostation Maison Blanche eine Gasflasche. 13 Menschen wurden verletzt.
- Am 17. Oktober detonierte ein Sprengsatz zwischen den Stationen Orsay und Saint-Michel der Linie C der Schnellbahn RER; in der Folge kamen 29 Personen zu Schaden.
- Einige Attentatsversuche schlugen fehl.

Zu jenen Zeiten gingen bei den französischen Behörden rund 1400 Bombenhinweise ein, und die Gendarmerie führte über eine Million Passkontrollen durch. Parkplätze vor mutmaßlich gefährdeten öffentlichen Einrichtungen waren längere Zeit gesperrt. Hintergründe des Plan Vigipirate geben weitere Aufschlüsse.
Mitte Juni 1995 nahm die Gendarmerie zahlreiche Hausdurchsuchungen in Ballungsräumen verschiedener französischer Städte vor. Die Aktion richtete sich gegen Angehörige der GIA und Angehörige der Islamischen Heilsfront. Etwa 140 Personen wurden in Gewahrsam genommen und die Ermittler konfiszierten Waffen, Geld sowie Reisepässe. Unter den Festgenommenen befand sich Mohamed Skah, Führer der tunesischen Heilsfront. Bei ihm wurden knapp eine Million Francs im Werte von rund 200.000 US-Dollar sichergestellt. 31 der Gefangenen wurden wieder entlassen, gegen 76 wurde Anklage erhoben. Die Ermittler stießen auf Unterlagen, die Schleusungen via Großbritannien und Deutschland belegten.
Im Frühjahr 1996 starben in Algerien bei einem Gewaltakt sieben kriegsunbeteiligte Trappistenmönche. Der regierungsnahen algerischen Presse war kurz darauf zu entnehmen, dass die GIA für die Tode verantwortlich gewesen sei. Erst 2009, im Zuge einer Gerichtsverhandlung, die Hinterbliebene angestrebt hatten, gab der ehemalige französische Militärattaché Buchwalter zu Protokoll, er habe einige Wochen nach dem Vorfall Mitteilung erhalten, die algerische Luftwaffe hätte versehentliche Kollateralschäden zu verzeichnen gehabt und im Nachhinein hätten die Verantwortlichen Verdunklungsversuche unternommen. Die Offenlegung der Verschlusssachen ging auf einen Vorstoß Nicolas Sarkozys zurück. Zuvor lautete die Regierungsversion, die Trappisten seien entführt und später enthauptet worden.
Am 25. Juni 1998 starb Matoub Lounès, ein in Frankreich ansässiger, kabylesisch-algerischer Sänger, bei einem Attentat in Algerien, wo er sich aufgrund von bürokratischen Formalitäten aufhielt. Kurz nach Ankunft in seiner Heimatstadt wurde er niedergeschossen, wofür die algerische Regierung die GIA verantwortlich machte. Zahlreiche Zeugenaussagen, Tathergang und Indizienlage widersprechen jedoch dieser Version. Schon 1994 soll Lounès sieben Tage in der Gewalt der GIA gewesen sein. Nach umgreifenden Protesten der Kabylen sei er jedoch wieder frei gelassen worden. Lounès äußerte sich wiederholt regime- wie gesellschaftskritisch und verarbeitete seine Ansichten künstlerisch. Stets trat er für eine pluralistische Gesellschaftsordnung ein.
Im Vorfeld der Fußball-Weltmeisterschaft 1998 in Frankreich unternahmen Frankreich und weitere EU-Länder großangelegte Anstrengungen gegen radikale Islamisten in Europa. Bei einer Razzia in Belgien etwa stellten Polizisten Sprengsätze, Handfeuerwaffen und gefälschte Reisepapiere sicher. Zehn mutmaßlich der GIA angehörige Verdächtige wurden festgenommen.
In den Medien war von GIA-Zellen in Paris und anderen europäischen Hauptstädten, darunter Berlin und London, zu lesen. Die Lage in Algerien wurde folgendermaßen beschrieben: „Inzwischen stehen vor den Abrechnungen [heilige Flugblätter], die munter via Internet verbreitet werden, und in den [religiösen Wohlfahrtsorganisationen] wird Kopfgeld ausgesetzt.“
1998 ging aus der GIA die Salafistengruppe für Predigt und Kampf mit rund 700 Anhängern hervor. Jene Salafisten vernetzten sich Anfang 2007 mit al-Qaida und schlossen mit weiteren nordafrikanischen Islamisten einen Bund, der in der AQIM, al-Qaida im Maghreb, aufging. Deren Einflusssphäre reicht bis Spanien, Frankreich und Mittelafrika (Stand 2012).
Algerische Sicherheitskräfte verhafteten im April 2005 den GIA-Führer Boulenouar Oukil sowie den GIA-Funktionär Mohammed Hama. Beide hielten sich in einem Gebirgslager südlich Algiers versteckt. Die Behörden hatten ihre Ermittlungsbemühungen intensiviert, als Oukil Anfang April nahe Larba eine fingierte Straßensperre errichtete und herannahende Autofahrer wahllos niederschoss. Dabei kamen 14 Menschen ums Leben. Zu der Zeit belief sich die Zahl der GIA-Angehörigen nur noch auf etwa 50 Mann.
Im Rahmen eines Amnestieprogramms der algerischen Regierung wurde der einstige GIA-Gründer Abdelhak Layada im März 2006 aus langjähriger Haft entlassen – außerdem 2.200 vormalige radikale Islamisten sowie 37.800 weitere Gefangene. Zusätzliche Geldzahlungen seitens der Regierung sollten den Haftentlassenen die Resozialisierung erleichtern. Layada sagte daraufhin, es brächen erneute Gewaltstürme los, würde die Amnestie nur halbherzig umgesetzt; ohne langfristige politische Lösungen verheilten alte Wunden nicht. Er gab weiter an, dass ihn die Gräueltaten der GIA betrübten, doch habe er schon im frühen Bürgerkriegsverlauf keinen Einfluss mehr darauf gehabt. Im März 2009 sagte Layada gegenüber der Agentur Reuters, dass die undemokratische Politik des Präsidenten Abd al-Aziz Bouteflika gefährlich sei, gleichwohl erkenne er dessen Regierung an.

## Verfassungsschutzbericht 1996 zur GIA
Der deutsche Verfassungsschutz unter Innenminister Manfred Kanther stellt im Verfassungsschutzbericht 1996 einen Zusammenhang zwischen islamistischen Aktivitäten und der deutschen inneren Sicherheit her.
Der Verfassungsschutz beziffert die Zahl der Verdächtigen in Deutschland:

„Von den in Deutschland lebenden etwa 18.000 algerischen Staatsangehörigen setzen sich etwa 200 erkennbar für die Ziele einer der beiden algerischen islamistischen Gruppierungen Islamische Heilsfront (FIS) sowie Bewaffnete Islamische Gruppe (GIA) ein. […] Die meisten stehen der in Algerien seit 1992 verbotenen FIS nahe.“

Die Struktur der GIA ist im Umbruch begriffen:

„Der bewaffnete Arm der FIS, [nämlich] die Islamische Heilsarmee (AIS), und die zum Teil mit der FIS rivalisierende GIA verfolgen das Ziel, [den Staatsapparat Algeriens zu beseitigen und] einen islamistischen Staat zu errichten. Nach dem Tod ihres Führers Djamel Zitouni […] steht die GIA vor einer Zersplitterung. Viele GIA-Mitglieder trugen die Eliminierungspolitik Zitounis gegenüber politischen Gegnern und Dissidenten in den eigenen Reihen nicht mehr mit; es kam zu Abspaltungen.“

Islamisten und deren Bewegungen werden in Deutschland überwacht:

„Der FIS ist seit einiger Zeit bemüht, sich in Deutschland zu organisieren. So fanden in verschiedenen Städten des Bundesgebiets Versammlungen statt, bei denen aus Belgien angereiste FIS-Vertreter als Hauptredner auftraten. Sie riefen die Versammlungsteilnehmer (neben Algeriern auch andere Nordafrikaner sowie gelegentlich Ägypter und Palästinenser) zwar immer wieder zur Unterstützung des Kampfes der FIS bzw. AIS auf, distanzierten sich jedoch zugleich von den [Gräueltaten] der GIA gegen die algerische Zivilbevölkerung.“

Helfer und Helfershelfer mit Verbindungen nach Algerien blicken Verfahren in Deutschland entgegen:

„In dem 1995 eingeleiteten Ermittlungsverfahren gegen insgesamt zehn Personen, die mutmaßlich [mit] Beschaffung und Transport von Waffen und anderem logistischen Material zur Unterstützung der islamistischen Gruppen in Algerien [befasst] waren, hat der Generalbundesanwalt in vier Fällen Anklage wegen des Verdachts auf Bildung einer kriminellen Vereinigung (§ 129 StGB) erhoben. Das Strafverfahren gegen diese vier Personen, darunter auch zwei Söhne des FIS-Gründers Abbassi Madani, [fand …] vor dem Oberlandesgericht Düsseldorf statt. Außerhalb Algeriens tritt für die FIS nach wie vor der in Deutschland lebende Leiter der Exekutivinstanz der FIS im Ausland, Rabah Kebir, auf, dem 1994 untersagt wurde, sich politisch zu betätigen.“

Bereits 1996, als Rechner, Netzzugang und Webspace noch ein kleines Vermögen kosteten, flanierten Islamisten im Internet:

„Neben Printmedien gewinnt die Nutzung neuer […] Informationstechniken für extremistische Ausländerorganisationen zunehmend an Bedeutung. […] Besonders das Internet [ermöglicht …] die schnelle, grenzüberschreitende und unbeobachtete Übermittlung ihrer Informationen. […] Die interne, weltweite Zusammenarbeit dieser Gruppen [wird vereinfacht] und [erhöht] so deren Handlungsfähigkeit. […] Extremistische Ausländerorganisationen[,] wie die algerische Bewaffnete Islamische Gruppe (GIA), die srilankischen Liberation Tigers of Tamil Eelam (LTTE) oder der politische Arm der Provisional Irish Republican Army (PIRA) […], sind […] mit eigenen Homepages [im Internet] vertreten.“

Beschreibung eines Netzes aus Zellen in Europa:

„Viele extremistische Ausländerorganisationen betreiben die Ein-, Aus- und Weiterschleusung von Funktionären und Anhängern. Schleusungen ermöglichen extremistischen Ausländergruppen [a] das Abtauchen von Funktionären aus den Heimatländern, [b] Funktionäre unerkannt in Deutschland einzusetzen und [c] die Rekrutierung eingeschleuster Personen, weil diese der Gruppierung hierdurch zur Dankbarkeit verpflichtet sind. […] Einschleusungen nach Deutschland erfolgen entweder über die grüne Grenze oder über einen offiziellen Grenzübergang unter Benutzung ge- oder verfälschter Reisedokumente. […] Algerische islamistische Gruppierungen verfügen zur Einschleusung von Aktivisten nach Europa seit einiger Zeit über ein arbeitsteilig funktionierendes System mit internationalen Stützpunkten. Deutschland ist neben anderen europäischen Staaten nicht nur Zielland von Einschleusungen, sondern auch Zwischenstation für die Weiterschleusung in andere Länder.“

Der Verfassungsschutz rechtfertigt dessen Handlungsgrundlage:

„Die Bandbreite der Islamisten reicht [bzgl.] Gewaltanwendung von politisch pragmatisch bis terroristisch (z. B. Bewaffnete Islamische Gruppe (GIA)). In Deutschland wurden bislang keine Gewaltakte im Namen einer islamistischen Organisation verübt. Islamistische Propaganda ist allerdings geeignet, einer Ghettoisierung [islamisch orientierter Mitmenschen] Vorschub zu leisten, die sich politisch und sozial nachteilig auf das friedliche Zusammenleben im Rahmen einer demokratischen Gesellschaftsordnung auswirken würde. […] Zur Verbreitung islamistischer Ideologie dienen islamistisch dominierte [Stätten religiöser Wohlfahrt], wie beispielsweise die Islamischen Zentren der Muslimbruderschaft (MB), der u. a. auch die algerische Islamische Heilsfront (FIS) zugehört.“